# Riekkola-Välivaara
Riekkola-Välivaara är ett naturreservat i Haparanda kommun i Norrbottens län.
Området är naturskyddat sedan 1973 och är 0,9 kvadratkilometer stort. Reservatet ligger vid kusten och Torneälven söder om Haparanda och omfattar två mindre kullar och en mindre våtmark. och ansluter i väster till nationalparken Haparanda skärgård.  Reservatet besår av lövskog med inslag av gran och strandängar.   